# Bradypterus bangwaensis
Bradypterus bangwaensis là một loài chim trong họ Locustellidae.